# Commerce, Georgia
Commerce är en stad (city) i Jackson County, i delstaten Georgia, USA. Enligt United States Census Bureau har staden en folkmängd på 6 625 invånare (2011) och en landarea på 30,3 km². Fram till år 1904 hette orten Harmony Grove.